# Вооружённые силы Марокко
Вооружённые силы Марокко (фр. Forces Armees Royales, FAR, араб. القوات المسلحة الملكية المغربية‎, бербер. ⵜⴰⴳⴳⴰⵍⵉⵏ ⵜⵉⵍⴰⴼⵉⵏ ⵜⵉⴳⵍⴷⴰⵏ) — военная организация Королевства Марокко, предназначенная для защиты свободы, независимости и территориальной целостности государства. Состоят из сухопутных войск, военно-морских и военно-воздушных сил.

## История
В начале 1990х годов войска участвовали в миротворческой операции ООН в Сомали (для участия в UNOSOM были выделены батальон и полевой госпиталь).
В 2006 году отменена всеобщая воинская повинность, состоялся переход к профессиональной армии, но в 2018 году была возобновлена.

## Общие сведения
| Вооружённые силы Марокко                                        | Вооружённые силы Марокко |
| --------------------------------------------------------------- | --- |
| Виды вооружённых сил:                                           | Королевская марокканская армия, включая ПВО; Королевский марокканский военно-морской флот, включая береговую охрану и морскую пехоту; Королевские марокканские воздушные силы.(по данным на 2010 год)                            |
| Призывной возраст и порядок комплектования:                     | Вооружённые силы Марокко комплектуются исключительно на добровольной основе, гражданами Марокко, достигшими возраста 20 лет; призыв на воинскую службу отсутствует; минимальный срок службы — 18 месяцев.(по данным на 2011 год) |
| Человеческие ресурсы, доступные для воинской службы:            | мужчины в возрасте 16-49: 8,252,682 женщины в возрасте 16-49: 8,691,419 (2010 оценочно) |
| Человеческие ресурсы, пригодные для воинской службы:            | мужчины в возрасте 16-49: 7,026,016 женщины в возрасте 16-49: 7,377,045 (2010 оценочно) |
| Человеческие ресурсы, ежегодно достигающие призывного возраста: | мужчины: 300,327 женщины: 298,366 (2010 оценочно) |
| Военные расходы — процент от ВВП:                               | 5 % (по данным на 2003 год) 16 место в мире |

Проблемы региональной безопасности имеют большое значение для Вооружённых сил Марокко, которые приобрели опыт операций в Западной Сахаре. Несмотря на заключённое при посредничестве ООН в 1991 году соглашение о прекращении огня между Марокко и Фронтом Полисарио, конфликт в Западной Сахаре остается нерешенным. Марокко поддерживает давние оборонные связи с Францией и США, получающая помощь в военной подготовке и военную технику от обеих. Существует также тесное сотрудничество с НАТО, и в 2016 году Марокко получил доступ к Alliance’s Interoperability Platform для укрепления обороны и безопасности и приведения Вооружённых сил к стандартам НАТО. В 2017 году Марокко присоединилось к Африканскому союзу. Вооружённые силы также приобрели опыт в ходе развёртывания миротворческих сил ООН и участия в ряде многонациональных учений. Воинская повинность была вновь введена в начале 2019 года. Вооружённые силы обладают определённым потенциалом для независимого развёртывания в регионе и в миротворческих миссиях ООН в регионах Африки к югу от Сахары, хотя у них нет серьёзных возможностей для морских и воздушных перевозок. Марокко также недавно развернуло за рубежом боевые силы, предоставив самолёты F-16 Коалиции во главе с Саудовской Аравией, ведущей боевые действия в Йемене с 2015 по начало 2019 года. Вооружение и военная техника (ВВТ) в основном состоят из устаревших французских и американских образцов. Однако есть планы переоснастить все службы и вложить значительные средства в военно-морской флот. Марокко также запустило два спутника наблюдения Земли на борту европейских ракет, которые могут отвечать некоторым требованиям наблюдения. Марокко ещё не имеет развитой отечественной оборонной промышленности и полагается на импорт и пожертвования для производства крупной оборонной техники. Однако его относительная стабильность привлекла западные оборонные компании, такие как Airbus, Safran и Thales, для создания в стране аэрокосмического производства и сервисного обслуживания.